# Gremiasco
Gremiasco là một đô thị ở tỉnh Alessandria trong vùng Piedmont của Italia, có vị trí cách khoảng 110 km về phía đông nam của Torino và khoảng 40 km về phía đông nam của Alessandria. Tại thời điểm ngày 31 tháng 12 năm 2004, đô thị này có dân số 370 người và diện tích là 17,4 km².
Đô thị Gremiasco có các frazioni (các đơn vị cấp dưới, chủ yếu là các làng) Bernona, Cascina Bricchetti, Cascina Guardamonte, Cascina Marianna, Casotto, Castagnola, Codevico, Colombassi, Fovia, Malvista, Martinetto, Mulino di Colombassi, Musigliano, Pradelle, Principessa, Riarasso, Ronco, Solaro, Stemigliano, và Val Beccara.
Gremiasco giáp các đô thị: Bagnaria, Brignano-Frascata, Cecima, Fabbrica Curone, Montacuto, Ponte Nizza, San Sebastiano Curone, và Varzi.